# El-Marsza
el-Marsza (arabul: المرسى; nyugati nyelvekre átírva gyakran La Marsa) város és tengerparti üdülőközpont, mely mára egybeépült a szomszédos Gammarth üdülőhellyel.

## Fekvése
Tunisztól északkeletre, Karthágó közelében, Sidi Bou Said szomszédjában fekvő város és üdülőközpont.

## Története

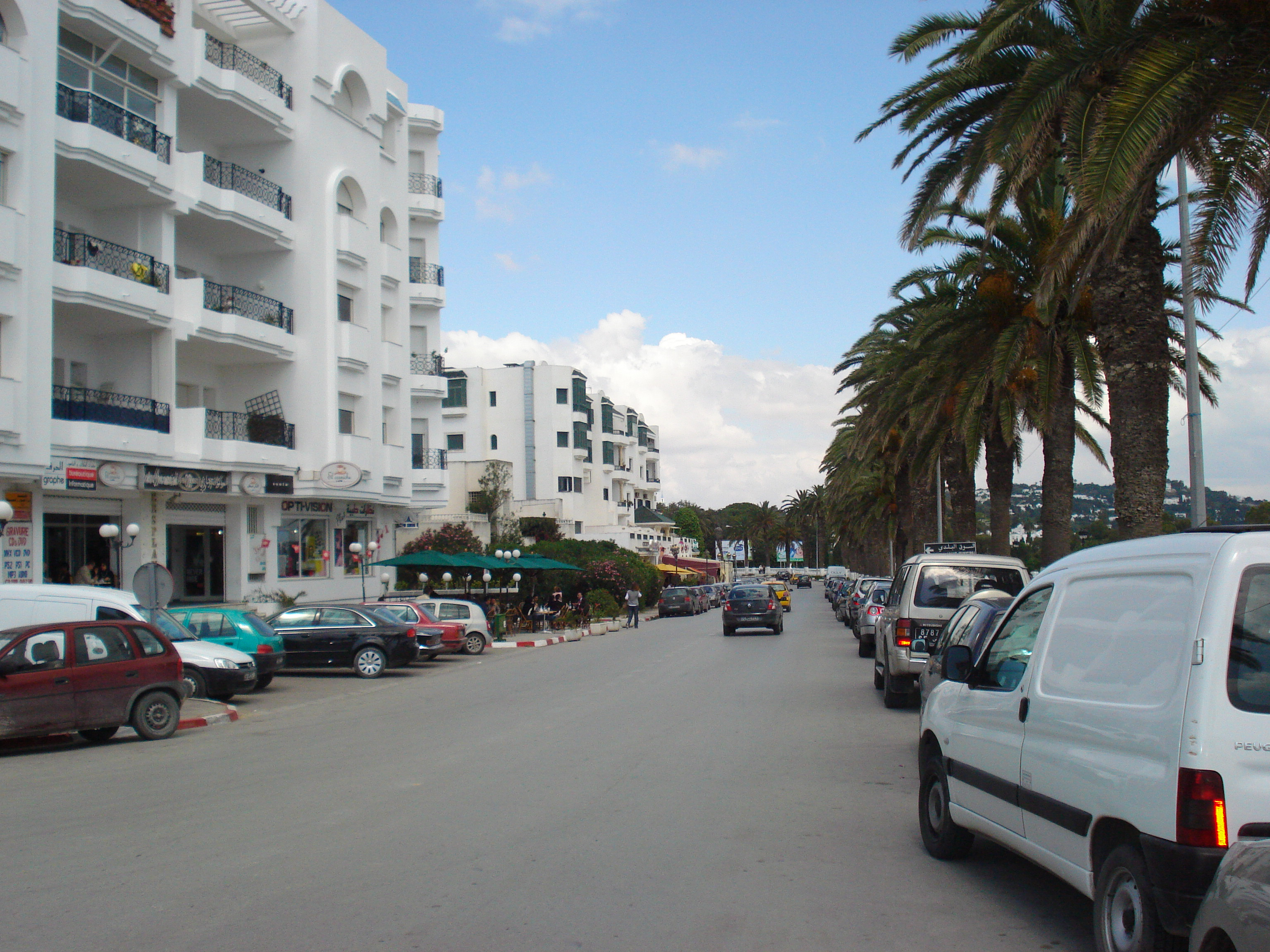
La Marsa, részlet

El-Marsza régi település, neve a punok idejében Megara volt.  Később, az arab hódítás után egyiptomi eredetű keresztény koptok telepedtek le itt, s ezek egyikéről (Marsa, a keresztény) kapta a város mai nevét.
A város különleges történelmi emlékekkel nem rendelkezik, lakóinak jómódjáról és ízléséről azonban annál több luxusvilla árulkodik. A városka főteréről egy szép pálmasoros sétányon át juthatunk a tengerpartra, ahonnan 2 km-es sétaút után érhető el a La Marsával mára már egybeépült Grammarth tengerparti üdülőtelep.

## Nevezetességek
- Café du Safsaf (Nyárfa vendéglő) - a TGM végállomása közelében egy régi kút köré épült.
- Nyári palota - a köztársasági elnök nyári palotája volt.

## Galéria

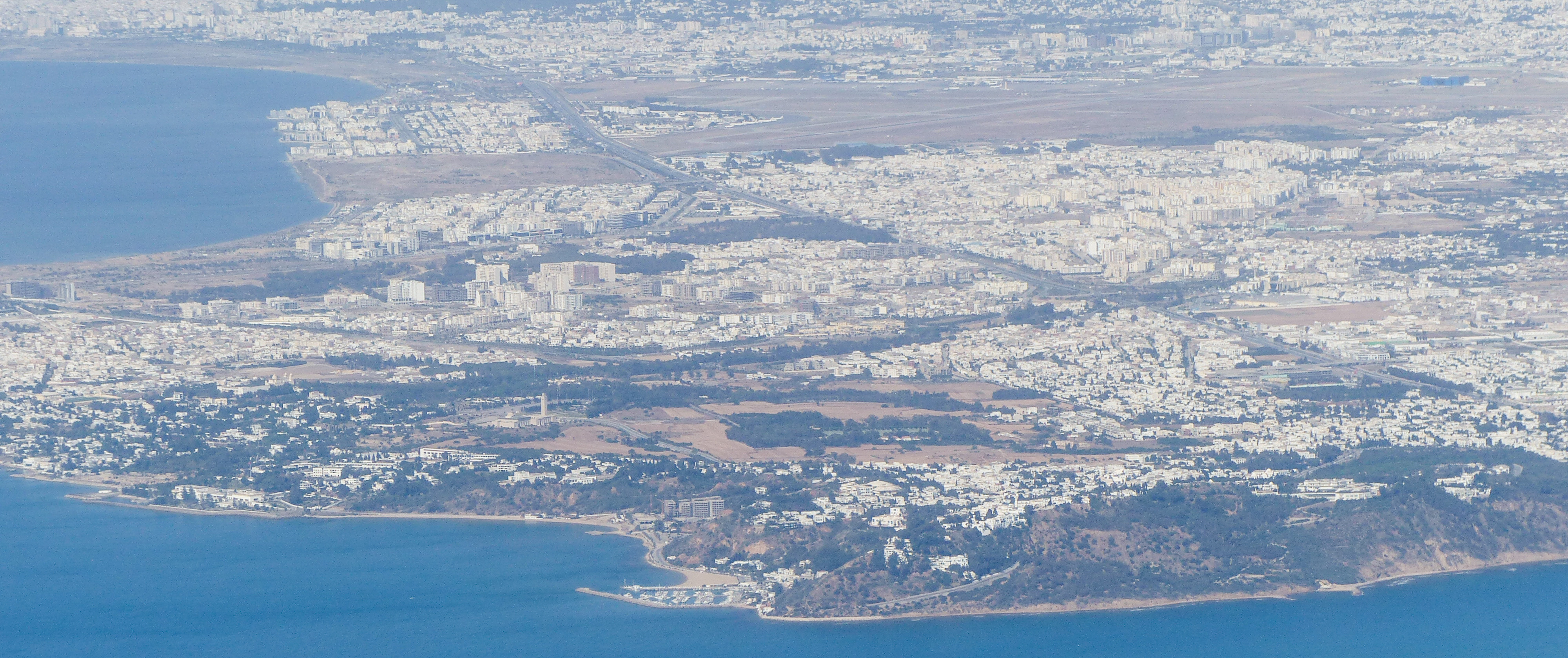
A város légifelvételről
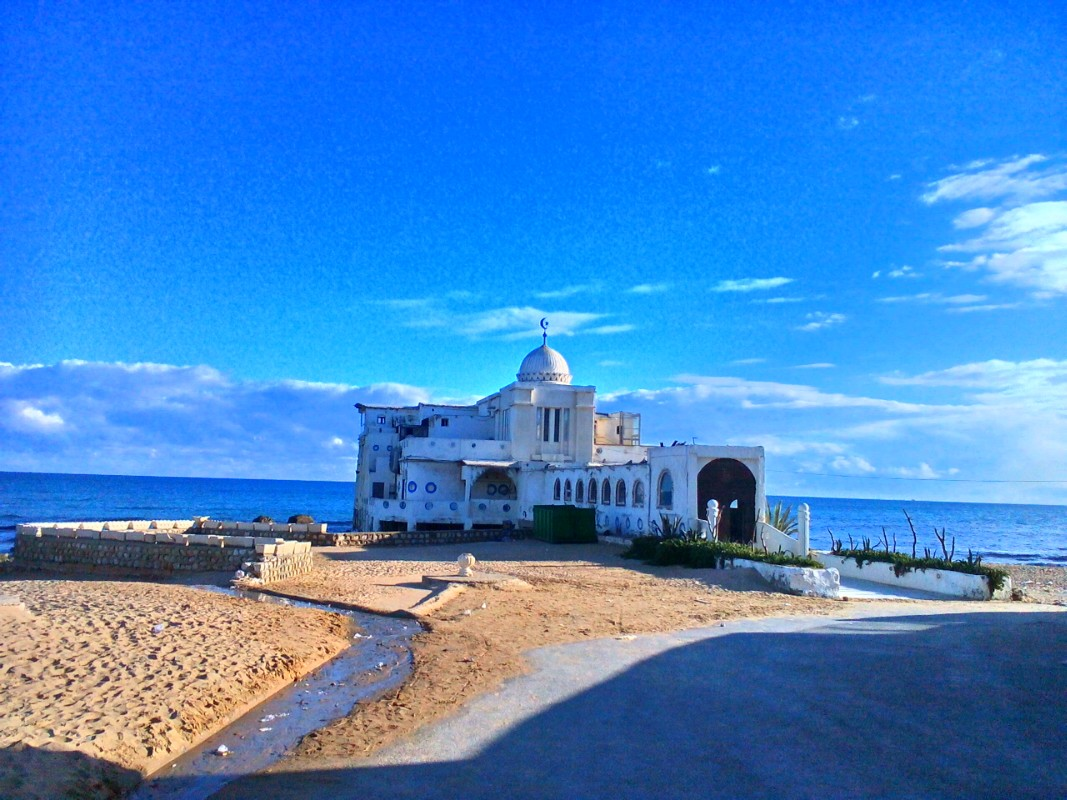
Tengerparti panoráma
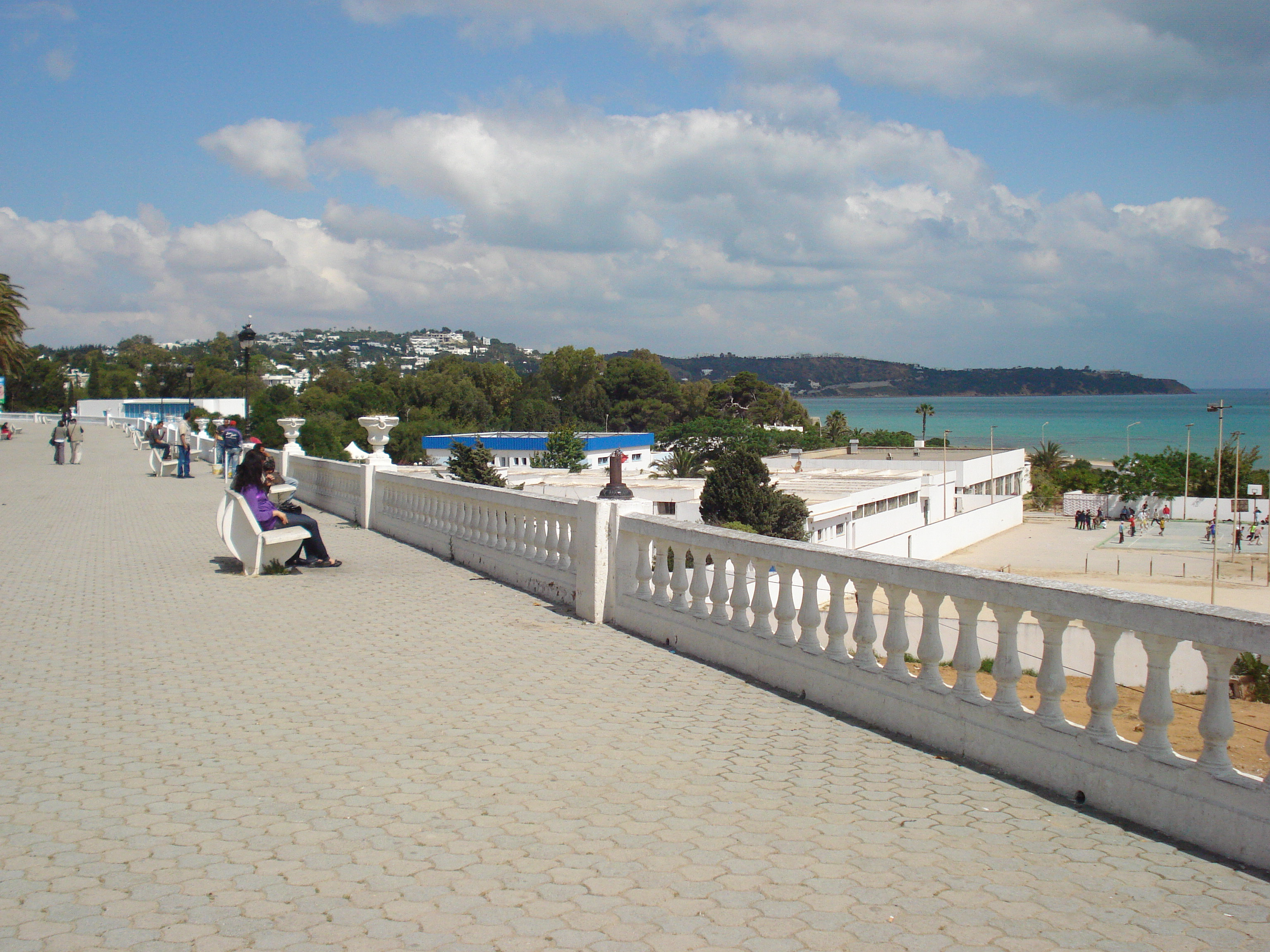
Tengerparti sétány
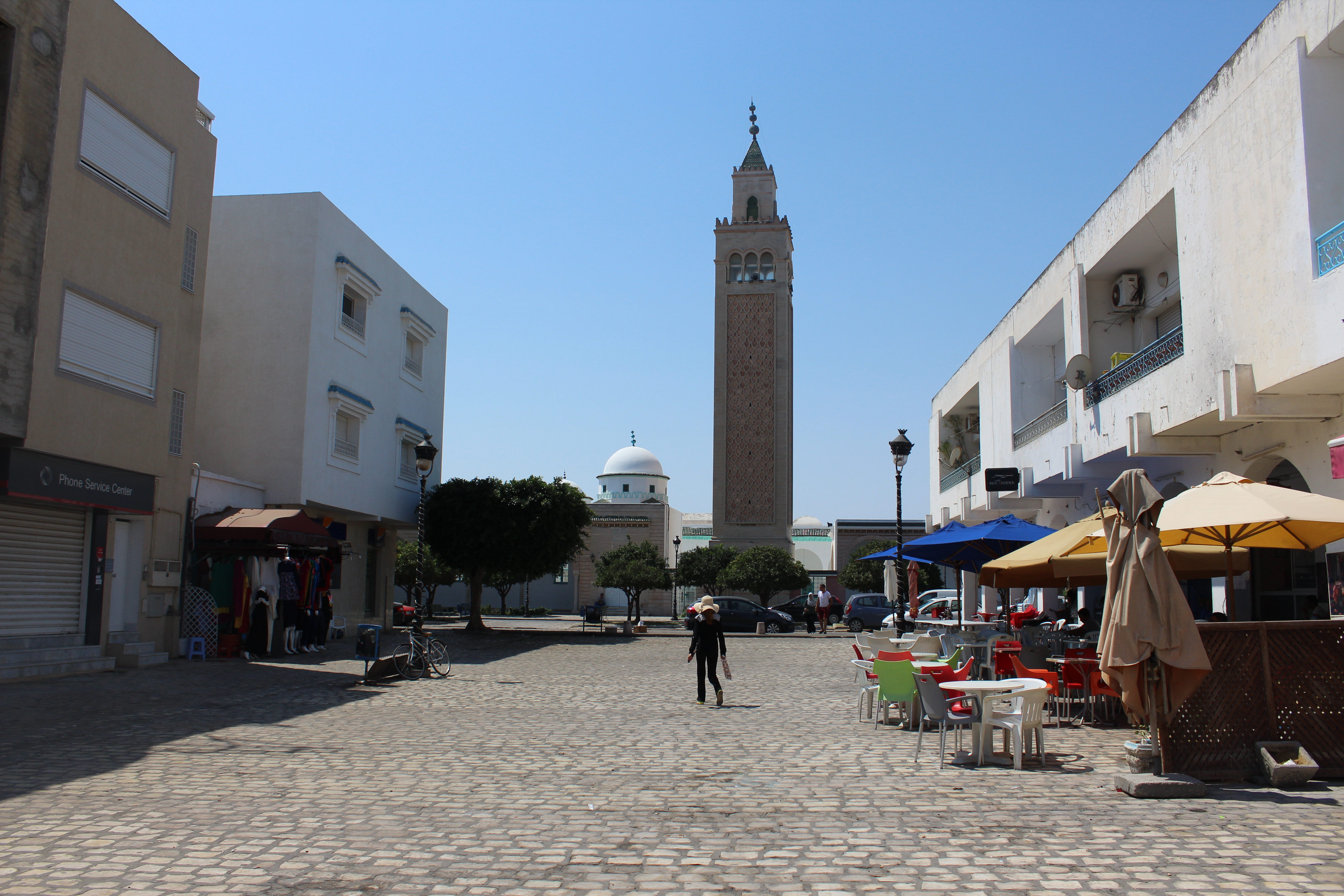
Városrészlet
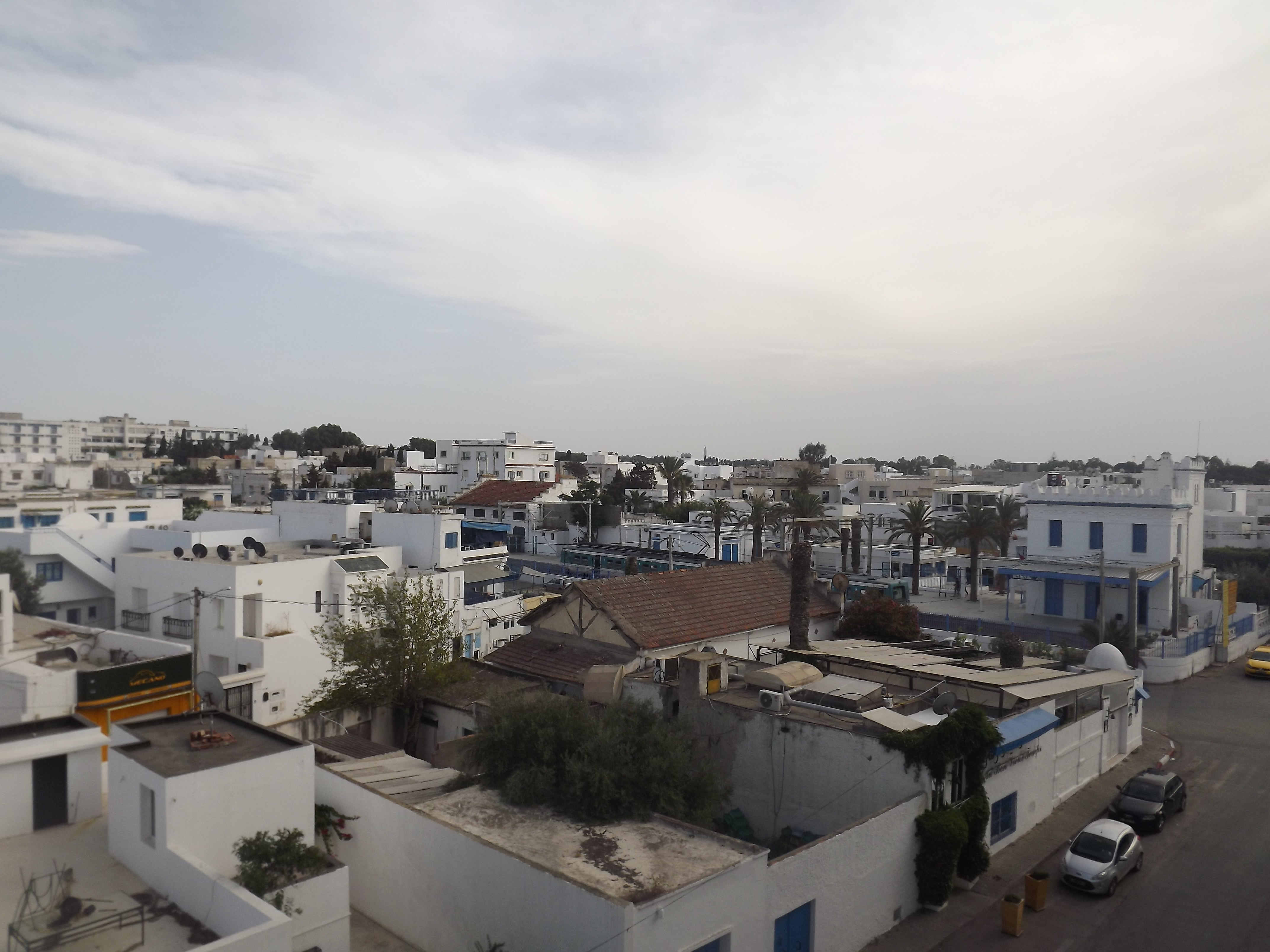
Városrészlet